# Согласовка
Согла́совка — село Вертуновского сельсовета Бековского района Пензенской области.

## География
Село расположено на юго-западе Бековского района, расстояние до административного центра сельсовета с. Вертуновка — 7 км, до районного центра пгт Беково — 17 км, до областного центра г. Пенза — 170 км.

## История
Село основано ранее 1795 года однодворцами, входило в состав Сердобского уезда Саратовской губернии. По версии историка-краеведа Полубоярова М. С., название села предположительно связано с делом о размежевании по полюбовному согласию. На карте Генерального межевания 1790 года обозначена как деревня Согласовка. С 1780 года — в Сердобском уезде Саратовской губернии. В 1795 году — деревня экономических крестьян Согласовка, 23 двора, 111 ревизских душ. В 1859 году — казённая деревня Согласовка при речке Большом Миткирее, 75 дворов, число жителей всего — 638 душ, из них мужского пола — 304, женского — 334. В 1911 году — деревня Согласовка Вертуновской волости Сердобского уезда, имелась земская школа, 229 дворов, число душ всего — 1461, из них мужского пола — 725, женского — 736; площадь посевов у крестьян на надельной земле 905 десятин; 15 железных плугов, 4 молотилки, 20 веялок. До 1923 года — в Вертуновской волости Сердобского уезда, затем — в Бековской волости Сердобского уезда. С 1928 года — центр Согласовского сельсовета Бековского района Нижне-Волжского края. С 1939 года село вошло во вновь образованную Пензенскую область. В 1950-е годы — в Вертуновском сельсовете, центральная усадьба колхоза имени А. И. Микояна. В 1968 году — село Сосновского сельсовета Бековского района, затем село вновь перешло в состав Вертуновского сельсовета.

## Население
| Численность населения | Численность населения | Численность населения | Численность населения | Численность населения | Численность населения | Численность населения |
| 1811                  | 1859                  | 1877                  | 1897                  | 1911                  | 1926                  | 1939                  |
| --------------------- | --------------------- | --------------------- | --------------------- | --------------------- | --------------------- | --------------------- |
| 240                   | ↗638                  | ↗817                  | ↗1199                 | ↗1461                 | ↘1390                 | ↘680                  |
| 1959                  | 1979                  | 1989                  | 1998                  | 2004                  | 2007                  | 2010                  |
| ↘387                  | ↘131                  | ↘79                   | ↘68                   | ↘57                   | ↘44                   | ↘18                   |

## Инфраструктура
В селе имеется централизованное водоснабжение, сетевой газ отсутствует.
От центра сельсовета села Вертуновка до Согласовки проложена автодорога с щебенчатым покрытием, длиной 7,5 км. До ближайшей железнодорожной станции с пассажирским движением Вертуновской — 12 км.

## Известные люди
- Дудаков, Александр Васильевич — генерал-майор авиации , Герой Советского Союза.
- Масин Алексей Архипович — начальник цеха кормопроизводства совхоза «Вертуновский» Бековского района. Лауреат Государственной премии СССР.

## Улицы
- Нагорная